# Vila Emausy (Luhačovice)
Vila Emausy je samostatně stojící vila z dvacátých let 20. století, situovaná v Luhačovicích.

## Historie
Vila byla vybudována ve dvacátých letech 20. století. Jako kulturní památka byla chráněna v letech 1958–1987. Ve vile je provozován penzion.

## Architektura
Dům na obdélníkovém půdorysu je částečně přízemní a částečně patrový – spád terénu částečně vyrovnává kamenná podezdívka, která v zadním průčelí přechází v samostatné patro. Uliční průčelí je v pravé části zdůrazněno mělkým rizalitem s okulem. Okna jsou vsazena v šambránách, fasáda je zdobena lizénovým rámem. Spodní část fasády je hladce bíle omítnuta, horní je zdobena sgrafitem s rozvilinami. Nad pravým oknem je freska s motivem Krista v Emauzích a nápisem EMAUSY. Freska obsahuje signaturu autora Jana Köhlera a ten je též na fresce zpodobněn.
Hlavní vstupní průčelí je z pohledu z ulice pravé, tedy severozápadní. V něm jsou pravoúhlé vstupní dveře a vlevo od nich okenní otvor, v současné době zaslepený. Fasáda je zdobena podobně jako uliční, tedy bíle omítnuta ve spodní části a se sgrafitovou výzdobou v části horní. Ve sgrafitu jsou tři různě velké dekorativní glazované destičky. Levé, jihovýchodní průčelí je dvouosé a kromě dvou oken v přízemí jsou další dvě prolomena v úrovni suterénu a další okno v podkroví. Fasáda orientovaná do zahrady je dvouosá a je v ní umístěn vstup na terasu. Střecha domu je sedlová s valbami.